# ダン・ラックスマン
ダン・ラックスマン（Dan Lacksman、1950年5月19日 - ）は、ドイツ生まれでベルギーを拠点とするミュージシャン、レコーディング・エンジニア、音楽プロデューサー。